# Hermanas del Buen Socorro
La Congregación de las Hermanas del Buen Socorro de Nuestra Señora Auxiliadora (oficialmente en francés: Congregation des Sœurs du Bon Secours de Notre-Dame Auxiliatrice) es una congregación religiosa católica femenina de vida apostólica y de derecho pontificio, fundada por doce jóvenes de la iglesia de San Sulpicio de París, el 24 de enero de 1824. A las religiosas de este instituto se les conoce como hermanas del Buen Socorro y posponen a sus nombres las siglas HBS.

## Historia
Un grupo de doce jóvenes de la iglesia de San Sulpicio de París, con la aprobación del arzobispo Hyacinthe-Louis de Quélen, dieron inicio a una fraternidad religiosa con el fin de dedicarse a la atención de los enfermos a domicilio. Aunque la idea resale a 1821, se tiene como fecha de fundación el día en que las doce mujeres profesaron sus votos y se convirtieron en una congregación religiosa de derecho diocesano. La idea, prácticamente nueva, encontró apoyo de muchos obispos, lo que permitió la rápida extensión del instituto en Francia, Irlanda e Inglaterra. Durante el proceso fundacional llegaron incluso en los Estados Unidos.
La congregación fue aprobada por el papa Pío VI, mediante Decretum laudis de 1875 y recibieron la aprobación definitiva de la Santa Sede en 1933.

## Organización
La Congregación del Buen Socorro de Nuestra Señora Auxiliadora es un instituto religioso de derecho pontificio centralizado, cuyo gobierno es ejercido por una superiora general. La sede del gobierno general se encuentra en París.
Las hermanas del Buen Socorro se dedican a la asistencia de los enfermos en hospitales, clínicas y, como en sus orígenes, a domicilio. Con el tiempo se han añadido otras actividades, tales como la educación de la juventud y la pastoral parroquial. En 2015, el instituto contaba con unas 222 religiosas y 62 comunidades, presentes en Estados Unidos, Francia, Irlanda, Perú, Reino Unido y Sudáfrica.